# Chile en los Juegos Paralímpicos de Sochi 2014
La participación de Chile en los Juegos Paralímpicos de 2014, realizados en Sochi (Rusia) entre el 7 y el 16 de marzo de 2014, fue la cuarta actuación olímpica de dicho país en las competencias de invierno. La delegación chilena estuvo compuesta de dos deportistas, ambos hombres, que compitieron en un deporte.

## Esquí alpino
| Atleta         | Evento          | Carrera 1 | Carrera 1 | Carrera 1 | Carrera 2 | Carrera 2 | Carrera 2 | Total/final | Total/final | Total/final |
| Atleta         | Evento          | Tiempo    | Dif.      | Rango     | Tiempo    | Dif.      | Rango     | Tiempo      | Dif.        | Rango       |
| -------------- | --------------- | --------- | --------- | --------- | --------- | --------- | --------- | ----------- | ----------- | ----------- |
| Jorge Migueles | Eslalon         | 57.98     | +10.29    | 27        | 1:07.42   | +16.14    | 25        | 2:05.40     | +26.43      | 25          |
| Jorge Migueles | Eslalon gigante | 1:26.41   | +11.69    | 23        | 1:22.39   | +11.24    | 21        | 2:48.80     | +22.93      | 20          |
| Santiago Vega  | Eslalon         | 1:14.04   | +26.35    | 42        | 1:14.59   | +23.31    | 32        | 2:28.63     | +49.66      | 32          |
| Santiago Vega  | Eslalon gigante | DNF       | DNF       | DNF       | DNF       | DNF       | DNF       | DNF         | DNF         | DNF         |